# OICA
Міжнародна асоціація виробників автомобілів, OICA (фр. Organisation Internationale des Constructeurs d'Automobiles, англ. International Organization of Motor Vehicle Manufacturers) є федерацією виробників автомобілів, що базується в Парижі, заснована в 1919 році. Вона координує взаємодію між виробниками, а також ряду міжнародних автосалонів.

## UNECE
OICA приймає на своєму вебсайті робочі документи з різних груп експертів Організації Об'єднаних Націй, включаючи Всесвітній Форум з гармонізації Правил для транспортних засобів.

## Автомобільні салони
OICA координує планування для наступних основних автосалонів:
| Назва                                       | Місто        | Країна          | Місяць                         | Офіційне посилання                                                        |
| ------------------------------------------- | ------------ | --------------- | ------------------------------ | ------------------------------------------------------------------------- |
| Північноамериканський міжнародний автосалон | Детройт      | США             | Січень                         | NAIAS.com [Архівовано 23 вересня 2020 у Wayback Machine.]                 |
| Брюссельський автосалон                     | Брюссель     | Бельгія         | Січень                         | Autosalon.be                                                              |
| Авто Експо                                  | Нью-Делі     | Індія           | Лютий (парні роки)             | AutoExpo.in [Архівовано 7 січня 2010 у Wayback Machine.]                  |
| Женевський автосалон                        | Женева       | Швейцарія       | Березень                       | Salon-Auto.ch [Архівовано 28 серпня 2016 у Wayback Machine.]              |
| Бангкокський міжнародний автосалон          | Бангкок      | Таїланд         | Березень / Квітень (кожен рік) |                                                                           |
| Амстердамський міжнародний автосалон        | Амстердам    | Нідерланди      | Квітень                        | AutoRAI.nl [Архівовано 1 лютого 2009 у Wayback Machine.]                  |
| Пекінський міжнародний автосалон            | Пекін        | Китай           | Квітень (парні роки)           | China-AutoShow.com                                                        |
| Сеульський автосалон                        | Сеул         | Південна Корея  | Квітень (непарні роки)         | motorshow.or.kr/eng/                                                      |
| Барселонський автосалон                     | Барселона    | Іспанія         | Травень (непарні роки)         | SalonAutomovil.com [Архівовано 5 лютого 2015 у Wayback Machine.]          |
| Автосалон в Буенос-Айресі                   | Буенос-Айрес | Аргентина       | Червень (непарні роки)         | elsalondelautomovil.com.ar [Архівовано 20 травня 2019 у Wayback Machine.] |
| Британський міжнародний автосалон           | Лондон       | Велика Британія | Більше не існує                | BritishMotorShow.co.uk                                                    |
| Московський міжнародний автосалон           | Москва       | Росія           | Серпень–Вересень               | MAS-expo.ru [Архівовано 5 лютого 2015 у Wayback Machine.]                 |
| Ганноверський автосалон                     | Ганновер     | Німеччина       | Вересень (парні роки)          | IAA.de [Архівовано 9 листопада 2011 у Wayback Machine.]                   |
| Франкфуртський автосалон                    | Франкфурт    | Німеччина       | Вересень (непарні роки)        | IAA.de [Архівовано 9 листопада 2011 у Wayback Machine.]                   |
| Паризький автосалон                         | Париж        | Франція         | Жовтень (непарні роки)         | Mondial-Automobile.com [Архівовано 9 березня 2011 у Wayback Machine.]     |
| Автосалон в Сан-Паулу                       | Сан-Паулу    | Бразилія        | Жовтень–Листопад (парні роки)  | SalaodoAutomovel.com.br [Архівовано 25 січня 2021 у Wayback Machine.]     |
| Автосалон в Лос-Анджелесі                   | Лос-Анджелес | США             | Листопад                       | LAautoshow.com [Архівовано 11 березня 2021 у Wayback Machine.]            |
| Токійський автосалон                        | Токіо        | Японія          | Грудень (непарні роки)         | Tokyo-Motorshow.com [Архівовано 6 лютого 2015 у Wayback Machine.]         |
| Болонський автосалон                        | Болонья      | Італія          | Грудень                        | MotorShow.it                                                              |